# U-607 (tàu ngầm Đức)
U-607 là một tàu ngầm tấn công  Lớp Type VII thuộc phân lớp Type VIIC được Hải quân Đức Quốc Xã chế tạo trong Chiến tranh Thế giới thứ hai. Nhập biên chế năm 1942, nó đã thực hiện được năm chuyến tuần tra, đánh chìm được bốn tàu buôn với tổng tải trọng 28.937 GRT, đồng thời gây hư hại cho hai chiếc khác tổng tải trọng 15.201 GRT. Trong chuyến tuần tra cuối cùng, U-607 bị một thủy phi cơ Short Sunderland của Không quân Hoàng gia Anh đánh chìm trong vịnh Biscay vào ngày 13 tháng 7, 1943.

## Thiết kế và chế tạo

### Thiết kế

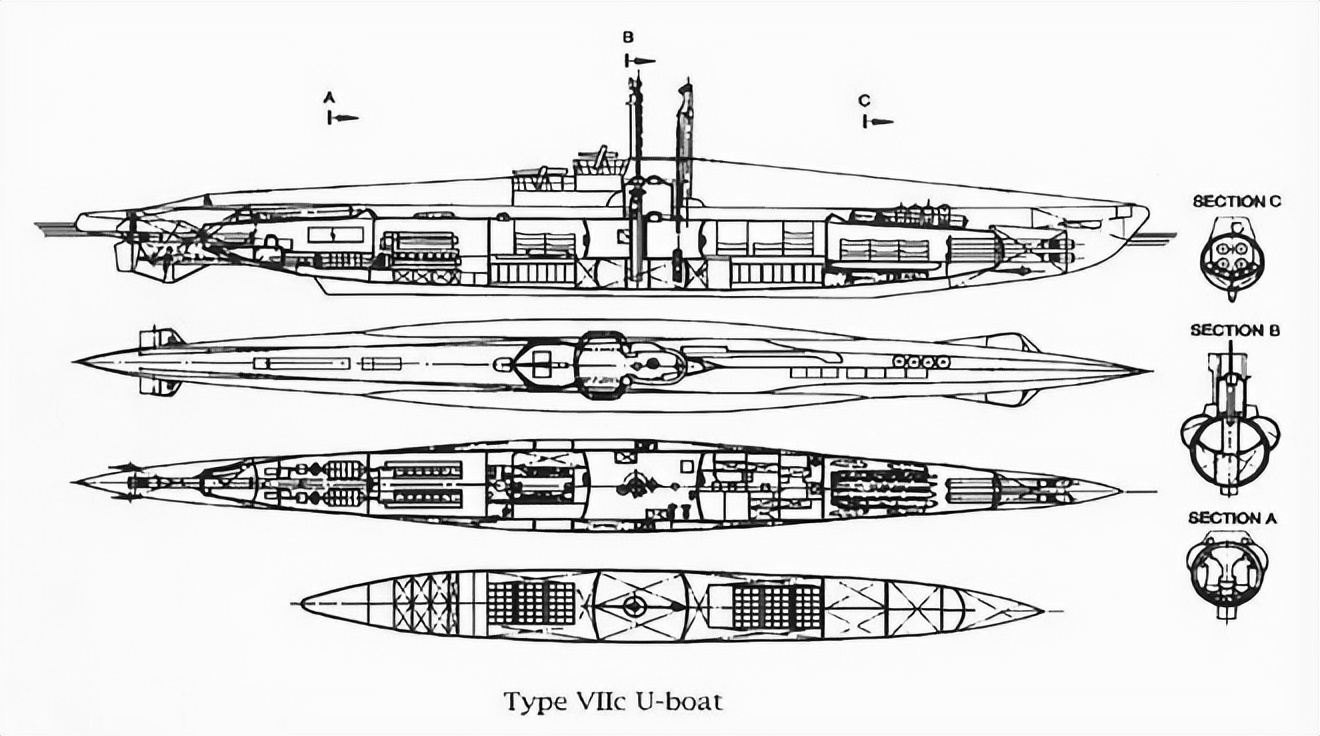
Sơ đồ các mặt cắt một tàu ngầm Type VIIC

Phân lớp VIIC của Tàu ngầm Type VII là một phiên bản VIIB được kéo dài thêm. Chúng có trọng lượng choán nước 769 t (757 tấn Anh) khi nổi và 871 t (857 tấn Anh) khi lặn). Con tàu có chiều dài chung 67,10 m (220 ft 2 in), lớp vỏ trong chịu áp lực dài 50,50 m (165 ft 8 in), mạn tàu rộng 6,20 m (20 ft 4 in), chiều cao 9,60 m (31 ft 6 in) và mớn nước 4,74 m (15 ft 7 in).
Chúng trang bị hai động cơ diesel Germaniawerft F46 siêu tăng áp 6-xy lanh 4 thì, tổng công suất 2.800–3.200 PS (2.100–2.400 kW; 2.800–3.200 bhp), dẫn động hai trục chân vịt đường kính 1,23 m (4,0 ft), cho phép đạt tốc độ tối đa 17,7 kn (32,8 km/h), và tầm hoạt động tối đa 8.500 nmi (15.700 km) khi đi tốc độ đường trường 10 kn (19 km/h). Khi đi ngầm dưới nước, chúng sử dụng hai động cơ/máy phát điện Garbe, Lahmeyer & Co. RP 137/c  tổng công suất 750 PS (550 kW; 740 shp). Tốc độ tối đa khi lặn là 7,6 kn (14,1 km/h), và tầm hoạt động 80 nmi (150 km) ở tốc độ 4 kn (7,4 km/h). Con tàu có khả năng lặn sâu đến 230 m (750 ft).
Vũ khí trang bị có năm ống phóng ngư lôi 53,3 cm (21 in), bao gồm bốn ống trước mũi và một ống phía đuôi, và mang theo tổng cộng 14 quả ngư lôi, hoặc tối đa 22 quả thủy lôi TMA, hoặc 33 quả TMB. Tàu ngầm Type VIIC bố trí một hải pháo 8,8 cm SK C/35 cùng một pháo phòng không 2 cm (0,79 in) trên boong tàu. Thủy thủ đoàn bao gồm 4 sĩ quan và 40-56 thủy thủ.

### Chế tạo
U-607 được đặt hàng vào ngày 22 tháng 5, 1940, và được đặt lườn tại xưởng tàu của hãng Blohm & Voss ở Hamburg vào ngày 27 tháng 3, 1941. Nó được hạ thủy vào ngày 11 tháng 12, 1941, và nhập biên chế cùng Hải quân Đức Quốc Xã vào ngày 29 tháng 1, 1942 dưới quyền chỉ huy của Hạm trưởng, Đại úy Hải quân Ernst Mengersen.

## Lịch sử hoạt động

### 1942
Sau khi hoàn tất việc huấn luyện trong thành phần Chi hạm đội U-boat 5, U-607 được điều sang Chi hạm đội U-boat 7 từ ngày 1 tháng 8, 1942 để hoạt động trên tuyến đầu cho đến khi bị mất.

#### Chuyến tuần tra thứ nhất
U-607 đã di chuyển từ cảng Kiel, Đức đến cảng Kristiansand, Na Uy vào đầu tháng 7, 1942, rồi xuất phát từ đây vào ngày 13 tháng 7 cho chuyến tuần tra đầu tiên trong chiến tranh. Nó tiến ra Bắc Hải, rồi băng qua khe GI-UK giữa quần đảo Faroe và Iceland để vòng qua quần đảo Anh và hoạt động tại khu vực Bắc Đại Tây Dương về phía Đông Newfoundland, Canada. Vào ngày 26 tháng 7, nó phóng ngư lôi tấn công Đoàn tàu ON-113, gây hư hại cho chiếc tàu buôn Anh Empire Rainbow 6.942 GRT ở vị trí về Đông mũi Race, Newfoundland; Empire Rainbow bị tàu ngầm U-704 kết liễu chỉ 15 phút sau đó. Đến ngày 4 tháng 8, nó phóng ngư lôi đánh chìm chiếc tàu buôn Bỉ Belgian Soldier 7.167 GRT, vốn thuộc Đoàn tàu ON-115 và đã bị hư hại do trúng ngư lôi từ tàu ngầm U-553 một ngày trước đó. U-607 kết thúc chuyến tuần tra và đi đến căn cứ St. Nazaire bên bờ Đại Tây Dương của Pháp đã bị Đức chiếm đóng, đến nơi vào ngày 16 tháng 8. St. Nazaire trở thành thành căn cứ hoạt động chính của chiếc tàu ngầm cho đến khi nó bị mất.

### 1943

#### Chuyến tuần tra thứ năm – Bị mất
U-607 rời St Nazaire vào ngày 10 tháng 7 cho chuyến tuần tra thứ năm, cũng là chuyến cuối cùng; nó nhận nhiệm vụ rải thủy lôi ngoài khơi Kingston, Jamaica, với mệnh lệnh dứt khoát không tấn công các đoàn tàu vận tải bắt gặp. U-607 xuất phát từ căn cứ trong đoàn bao gồm ba tàu U-boat khác, nhưng một chiếc đã quay trở lại cảng do gặp trục trặc kỹ thuật. Nó đi trên mặt nước lúc 07 giờ 55 phút ngày 13 tháng 7 khi bị một thủy phi cơ Short Sunderland thuộc Liên đội 228 RAF phát hiện, và sau đó bởi một máy bay ném bom Handley Page Halifax thuộc Liên đội 58 RAF.
Nhằm mục đích tạo một tiết diện nhỏ nhất đối với máy bay tấn công, U-607 đổi hướng để tách ra xa chiếc Halifax, nhưng lại gia tăng khoảng cách với đồng đội, và các tàu U-boat đã dùng hỏa lực phòng không đẩy lui chiếc Halifax. Khi U-607 tìm cách gia nhập trở lại cùng các tàu U-boat khác, chiếc Sunderland đã tấn công từ độ cao 50 ft (15 m) với bảy quả mìn sâu 250 lb (110 kg) được cài đặt để kích nổ ở độ sâu 25 ft (7,6 m). Các vụ nổ của mìn sâu đã khiến chiếc U-boat vỡ làm đôi, phần mũi nổi dựng đứng rồi đắm, trong khi phần đuôi lật úp và đắm sau đó trong vịnh Biscay tại tọa độ 45°02′B 9°14′T / 45,033°B 9,233°T. Chiếc Sunderland nhìn thấy khoảng 25 người bơi trên mặt nước và đã thả một bè cứu sinh trợ giúp trước khi quay về căn cứ. Chỉ có bảy người sống sót, bao gồm Trung úy Jeschonnek hạm trưởng, được tàu sà lúp Anh HMS Wren cứu vớt vào ngày hôm sau 14 tháng 7 và bị bắt làm tù binh chiến tranh; 45 trong số 52 thành viên thủy thủ đoàn của U-607 đã tử trận.

### "Bầy sói" tham gia
U-607 từng tham gia mười hai bầy sói:
- Wolf (25 – 30 tháng 7, 1942)
- Pirat (30 tháng 7 – 3 tháng 8, 1942)
- Steinbrinck (3 – 10 tháng 8, 1942)
- Pfeil (12 – 22 tháng 9, 1942)
- Blitz (22 – 26 tháng 9, 1942)
- Tiger (26 – 30 tháng 9, 1942)
- Wotan (5 – 16 tháng 10, 1942)
- Falke (8 – 19 tháng 1, 1943)
- Haudegen (19 tháng 1 – 15 tháng 2, 1943)
- Drossel (29 tháng 4 – 15 tháng 5, 1943)
- Oder (17 – 19 tháng 5, 1943)
- Mosel (19 – 23 tháng 5, 1943)

### Tóm tắt chiến công
U-607 đã đánh chìm được bốn tàu buôn với tổng tải trọng 28.937 GRT, đồng thời gây hư hại cho hai chiếc khác tổng tải trọng 15.201 GRT:
| Ngày              | Tên tàu         | Quốc tịch      | Tải trọng | Số phận      |
| ----------------- | --------------- | -------------- | --------- | ------------ |
| 26 tháng 7, 1942  | Empire Rainbow  | United Kingdom | 6.942     | Bị hư hại    |
| 4 tháng 8, 1942   | Belgian Soldier | Belgium        | 7.167     | Bị đánh chìm |
| 14 tháng 10, 1942 | Nellie          | Greece         | 4.826     | Bị đánh chìm |
| 26 tháng 1, 1943  | Kollbjørg       | Norway         | 8.259     | Bị hư hại    |
| 15 tháng 2, 1943  | Atlantic Sun    | United States  | 11.355    | Bị đánh chìm |
| 15 tháng 5, 1943  | Irish Oak       | Ireland        | 5.589     | Bị đánh chìm |